# うお座I
うお座I(Pisces I)は、銀河系の銀河ハローの部分にある恒星の集まりであり、矮小楕円体銀河である可能性が指摘されている。うお座の方角に位置し、2009年にスローン・デジタル・スカイサーベイのデータからこと座RR型変光星の分布を分析していた際に発見された。太陽からの距離は約80キロパーセクになり、約75km/sの速度で向ってきている。
うお座Iは最も暗い銀河系の伴銀河の1つである。質量は少なくとも太陽質量の10万倍と見積もられているが、約1パーセクと直径が大きく、重力的に結びついた銀河の結びつきが完全になくなる過程にあると考えられている。うお座Iは、マゼラン雲が存在する面の付近にあり、マゼラニックストリームとこの銀河に結びつきがあるかもしれないと考えられている。